# Pininfarina
Carrozzeria Pininfarina é uma empresa italiana ligada ao sector das carrocerias para automóveis com sede em Turim, Itália.

## História
Foi fundada em 22 de maio de 1930 com o nome Carrozzeria Pinin Farina pelo segundo mais novo de uma família de onze irmãos de nome Giovanni Battista "Pinin" Farina. (a alcunha "Pinin" significa "o pequeno" em dialecto de piemonte). Giovanni é tio do campeão mundial de Fórmula Um Giuseppe Farina.
A oficina começa por ter um carácter artesanal, estudando e fabricando carroçarias especiais, mas, ao fim de poucos anos, já é uma indústria com instalações, equipamentos e pessoal que lhe permitem a montagem de séries de sete a oito viaturas por dia.
Durante a guerra Pininfarina reconverte a sua fábrica para a construção de autocarros, ambulâncias e veículos para o exército.
Terminada a guerra, Pininfarina colabora com vários construtores automóveis europeus e americanos, vindo a construir novas instalações em 1958 ocupando uma área de 75.000 m² dos quais cerca de 40.000 m² cobertos. Ampliações posteriores viriam a atingir 102.500 m² com cerca de 50.000 m² cobertos, acompanhadas pelo aumento sucessivo dos postos de trabalho.
A evolução da industria está intimamente ligada à colaboração existente desde 1952 entre "Pinin" Farina e a Ferrari levando a que este tenha desenhado a carroçaria de numerosos dos seus modelos.
Em 1961 o Presidente da República Italiana, face ao seu papel na industria e na sociedade italiana, autorizou a alteração do apelido do fundador para "Pininfarina". Todavia a letra "f" subsistiria no logotipo aludindo ao apelido original Farina. No mesmo ano Battista deixou a direcção da firma que passou para o seu filho Sergio e o genro Renzo Carli.
Em 1966, um mês antes da sua morte, Battista Pinifarina inaugura o Centro de pesquisa aerodinâmica e aeroacústicaonde se incluia o primeiro túnel de vento da Itália e que veio a permitir que a industria se mantivesse na vanguarda da investigação nestas áreas.
Actualmente o grupo emprega mais de 3.000 trabalhadores em fábricas na Europa, em Marrocos e na China.

## Acordos de cooperação
A Pininfarina desenvolveu acordos de cooperação com vários fabricantes através dos quais veio a participar de forma significativa não só no desenho da carroçaria mas também na introdução de alterações técnicas na própria mecânica do automóvel como se passou por exemplo a própósito do fabrico do Ferrari Dino Speciale apresentado em Paris em 1965 e em que o motor central resultou da sugestão da Pininfarina.

### Ferrari
O filho de Battista, Sergio Pinifarina, ficou responsável desde o início pelas relações com Enzo Ferrari tendo sido nomeado director de projectos para todas as carroçarias da marca.
A colaboração com a Ferrari estendeu-se a mais de vinte modelos, desde o Ferrari 212 Inter, uma das versões do Ferrari 212 com carroçaria Pinifarina apresentado em 1952, passando pelo Ferrari 250 apresentado em 1959 e que reflectia já a evolução do "design" de Pininfarina até ao mais recente Ferrari Superamerica de 2005.

### Maserati

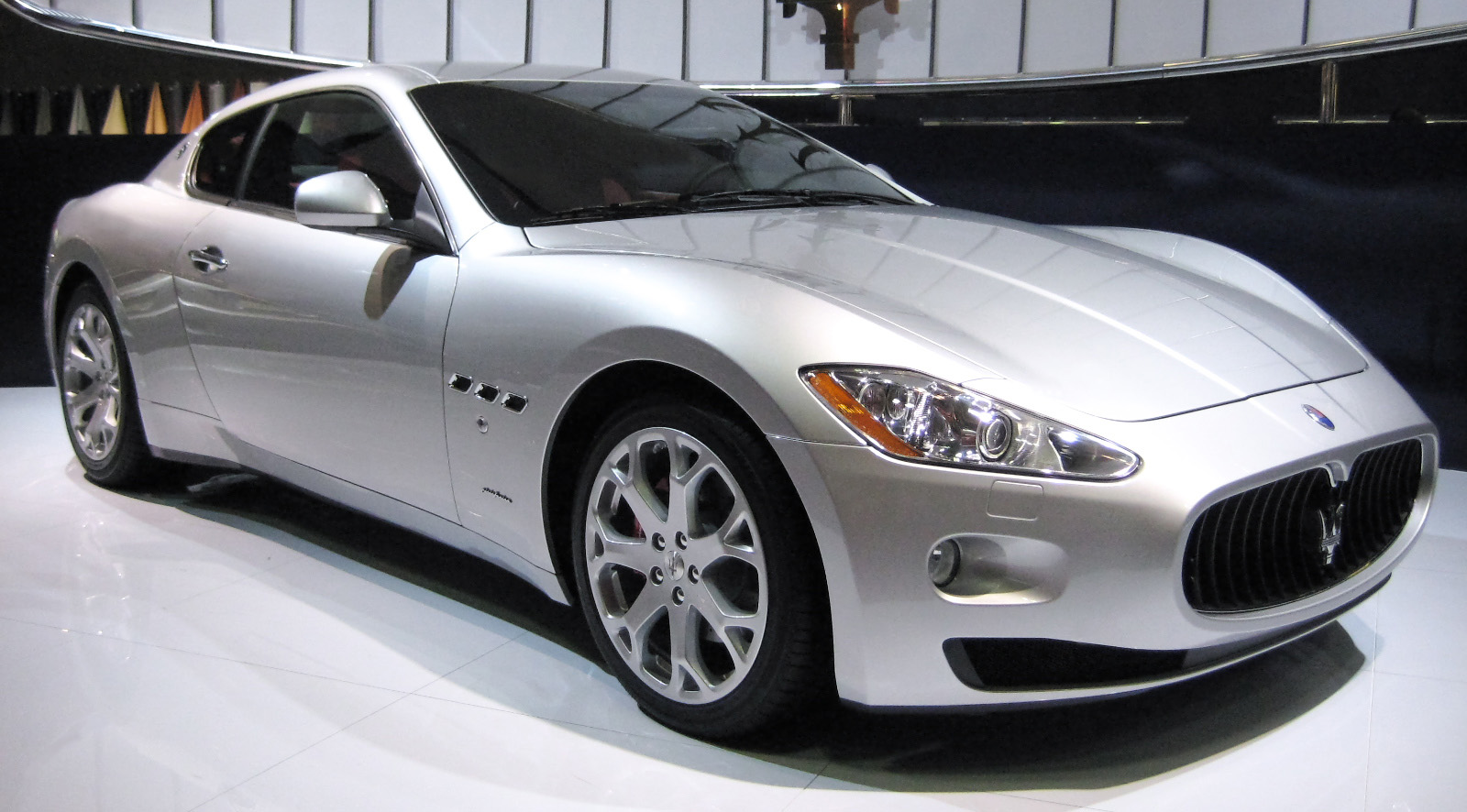
Maserati GranTurismo.

A cooperação com a Maserati iniciou-se em 1948 quando esta decidiu iniciar a "produção em massa" de veículos(61 carros em três anos) e fabricou o A6, um coupé com design de Pininfarina. A cooperação decorreu em várias outras versões do A6 ao longo dos anos 50.
Após um interregno de várias décadas em que a Pininfarina esteve ligada ao concorrente Ferrari, a cooperação foi retomada já neste século após a união das duas marcas no mesmo grupo, sendo o primeiro fruto desta nova cooperação a versão V do Maserati Quattroporte em 2003 e o Maserati GranTurismo em 2007.

### FIAT
Mais de 140 modelos nasceram da cooperação com a FIAT que Battista Pinifarina já conhecia desde os seus 18 anos, altura em que trabalhava na oficina do irmão e teve escolhido pelo próprio Giovanni Agnelli o seu desenho de radiador para o Fiat Zero.
Desde então estabeleceu-se uma cooperação em mais de 140 modelos da marca italiana.
A entrega pela Fiat em 1974 da produção do Campagnola, um todo o terreno para usos civis ou militares, e cuja produção decorreu até 1979, foi uma importante ajuda para o desenvolvimento da fábrica Pininfarina.

### Alfa Romeo
A cooperação com a Alfa Romeo iniciou-se em 1936, estendendo-se por vários modelos, nomeadamente o Giulietta Spider, fabricado a partir de 1964, cuja encomenda foi decisiva para que a Pininfarina atingisse uma dimensão industrial. Os últimos modelos da Alfa Romeo desenhados por Pinifarina foram o Spider e o GTV de 2004.

### Lancia
O envolvimento de Vincenzo Lancia com Battista Pininfarina vem ainda do tempo em que este trabalhava na oficina do irmão, e havia desenhado os faróis para Lancia Dilambda. Quando em 1930 Pininfarina decide avançar com o seu próprio negócio o apoio de Lancia é determinante, quer economicamente como sócio minoritário, quer como cliente colocando desde logo as primeiras encomendas de carroçarias para automóveis Lancia. A colaboração prosseguiu com muitos outros modelos nomeadamente o Aprilia de 1947 com um coeficiente aerodinâmico de 0,47 impensável para a época.

### Peugeot

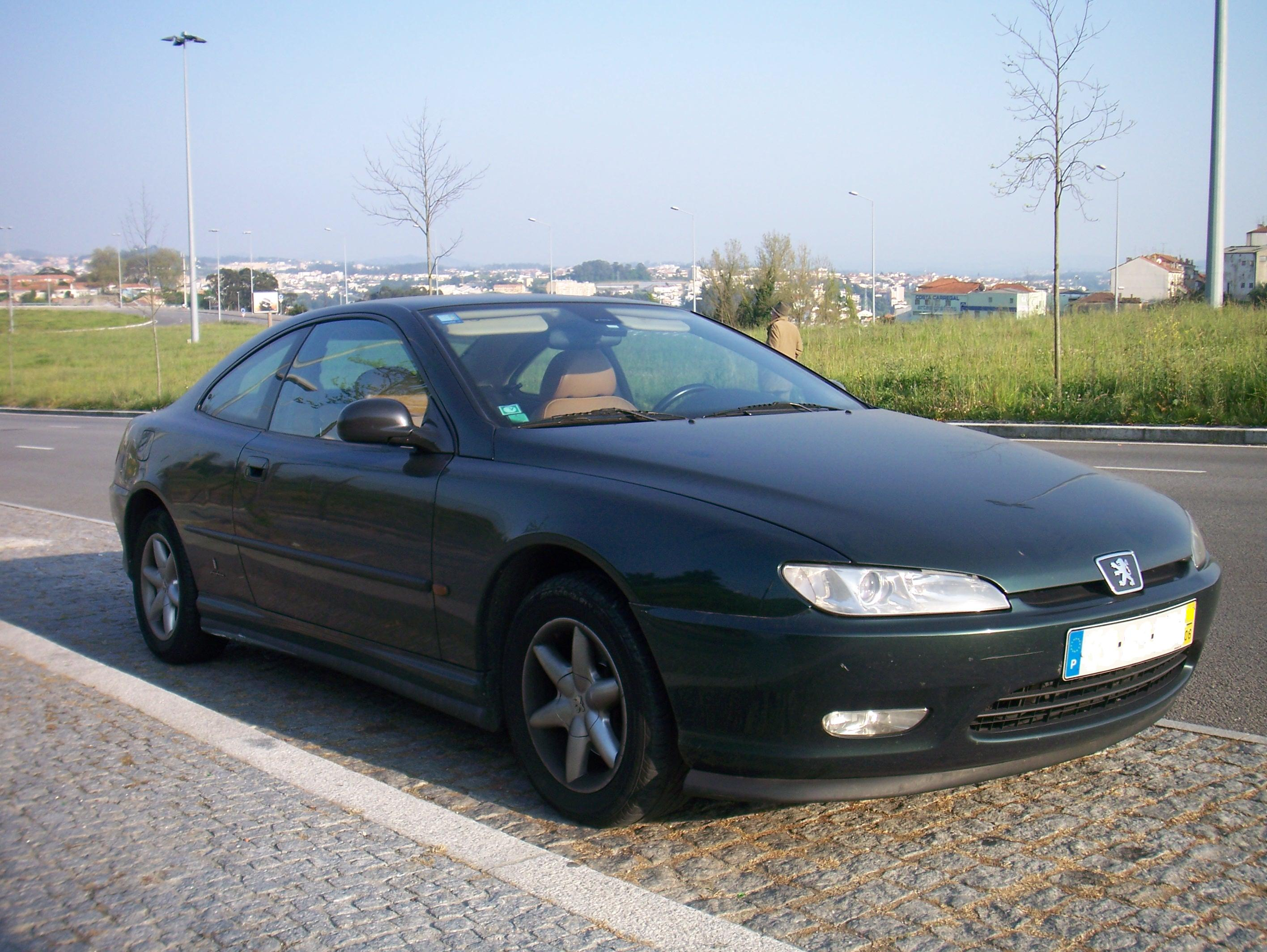
Peugeot 406 Coupé.

A cooperação com a Peugeot iniciou-se em 1951 com o desenho da carroçaria do Peugeot 403 e prosseguiu ao longo dos anos com vários outros modelos da marca francesa, especialmente as versões coupé e cabriolé. A concepção e fabrico do modelo 406 Coupé iniciou uma nova fase de colaboração entre as duas firmas a partir de 1992. Apesar de pertencer à família Peugeot 406, foi concebido um carro totalmente novo apenas tendo em comum a parte mecânica e poucos mais componentes. Todo o fabrico foi realizado nas fábricas da Pininfarina que realizou investimentos importantes na adaptação das suas instalações para essa finalidade. Em Junho de 2003 a Pininfarina celebrou o fabrico do 406 Coupé número 100.000.

### General Motors
O primeiro contacto de Pininfarina com empresas do grupo General Motors (GM) dá-se pouco depois de ter criado a sua companhia ao preparar um chassis para o recém apresentado Cadillac V-16, por encomenda especial do Marajá de Orccha, na Índia, que pretendia um cabriolé para servir de veículo para a caça aos tigres. Após uma visita do vice-presidente da General Motors em meados dos anos 30, iniciou-se uma colaboração em vários modelos coupé e cabriolé que seria retomada após a Guerra chegando Pininfarina a ser recebido pelo presidente americano Eisenhower e a ser felicitado pelo presidente da GM pelo seu trabalho no Buick Lido Coupé cujo tecto se levantava ao abrir a porta, de forma a facilitar a entrada do condutor. A colaboração prosseguiu entre 1986 e 1993 com os chassis do Cadillac Allanté a serem transportados de Detroit para Turim onde recebiam as carroçarias Pininfarina. Nos anos 90 essa colaboração manifestou-se na concepção do protótipo Chrysler Chronos.

### Chery
A Pininfarina fez o Chery Cielo com uma dianteira em "U" e um design bem conservador.

## Carros sob encomenda e protótipos
Além de projetar carros comerciais, a Pininfarina é conhecida por criar veículos sob encomenda, veículos de demonstração e protótipos, tanto para os fabricantes quanto para colecionadores. Muitos dos protótipos serviram apenas como carros-conceito, mas vários se tornaram veículos de produção como a Ferrari 612 e a Ferrari F50.
Os veículos sob-encomenda da Pininfarina são geralmente carros exclusivos com produção única baseados em modelos de série da Ferrari, Maserati ou outros fabricantes de topo. Um dos mais famosos carros sob encomenda é a Ferrari P4/5 criada em 2006.

## Muito além de carros
Como empresa de Designer, a Pininfarina desenhou muitos outros produtos, como:
- Fones de ouvido.
- Guitarras e Baixos.
- Alto Falantes.
- Caixas de Som.
- Bancos.
- Copos.
- Máquinas em geral.

Como Designer de produtos, até mesmo relógios e canetas são encontrados. Onde um produto que já tem a engenharia necessita de um designer que acompanhe o produto. 
Atualmente, para quem tem prestígio e pode pagar pelo serviço, ela desenha uma peça única para o cliente. Ter uma caneta única desenhada exclusivamente para o cliente é um dos inúmeros casos.

Há uma diferença entre "desenhado pela Pininfarina" e "assinado pela Pininfarina". O primeiro foi feito um pedido de Designer do produto. Já no segundo caso, "assinado", o produto leva consigo o emblema, logotipo da empresa, Pininfarina. Exemplo seria o Fiat Coupé, que continha o nome e assinatura da empresa. E o caso da Chery, que não é assinado com o logotipo.

## Desenhos famosos

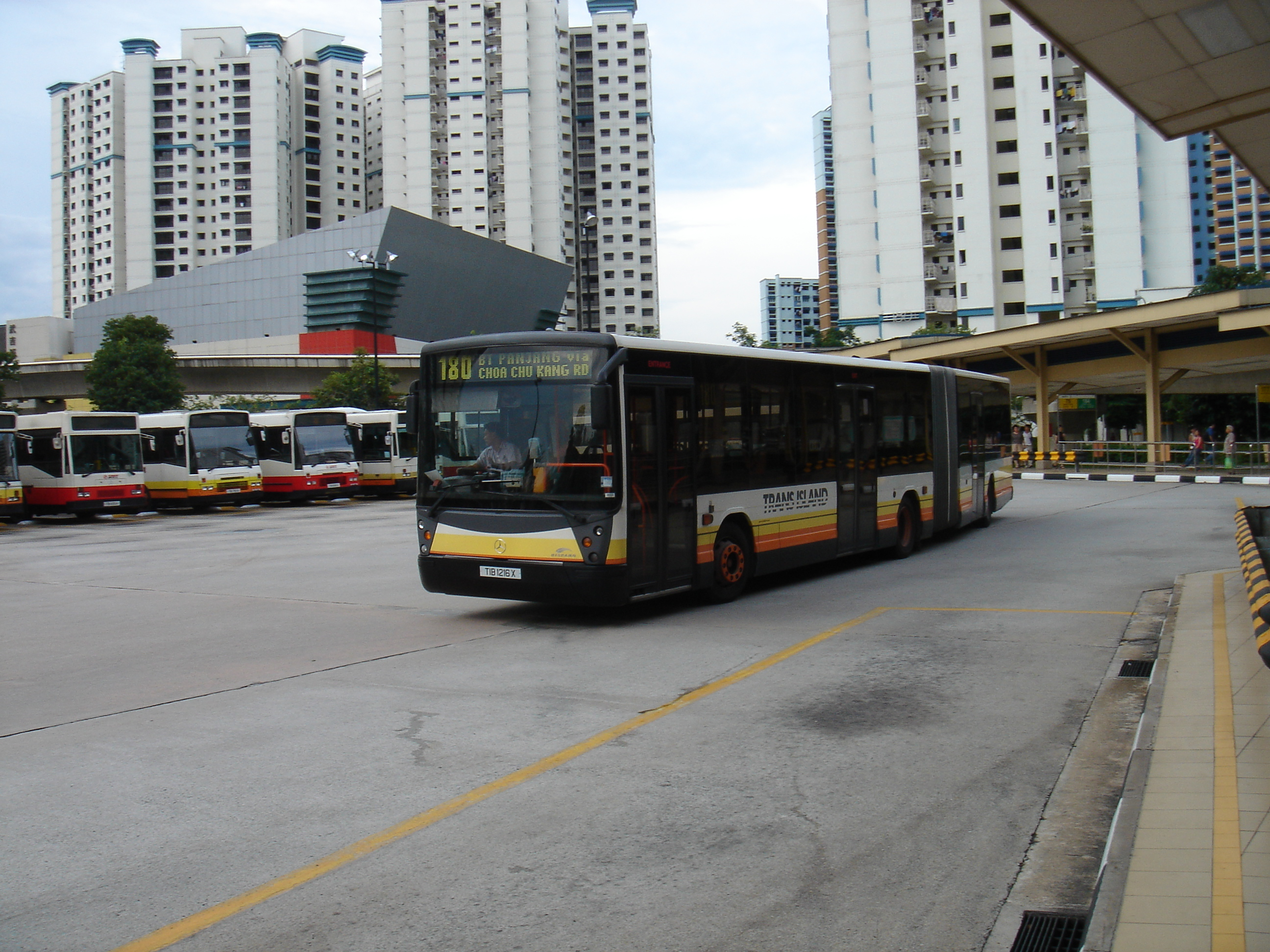
2000 MBO405G Hispano Habit

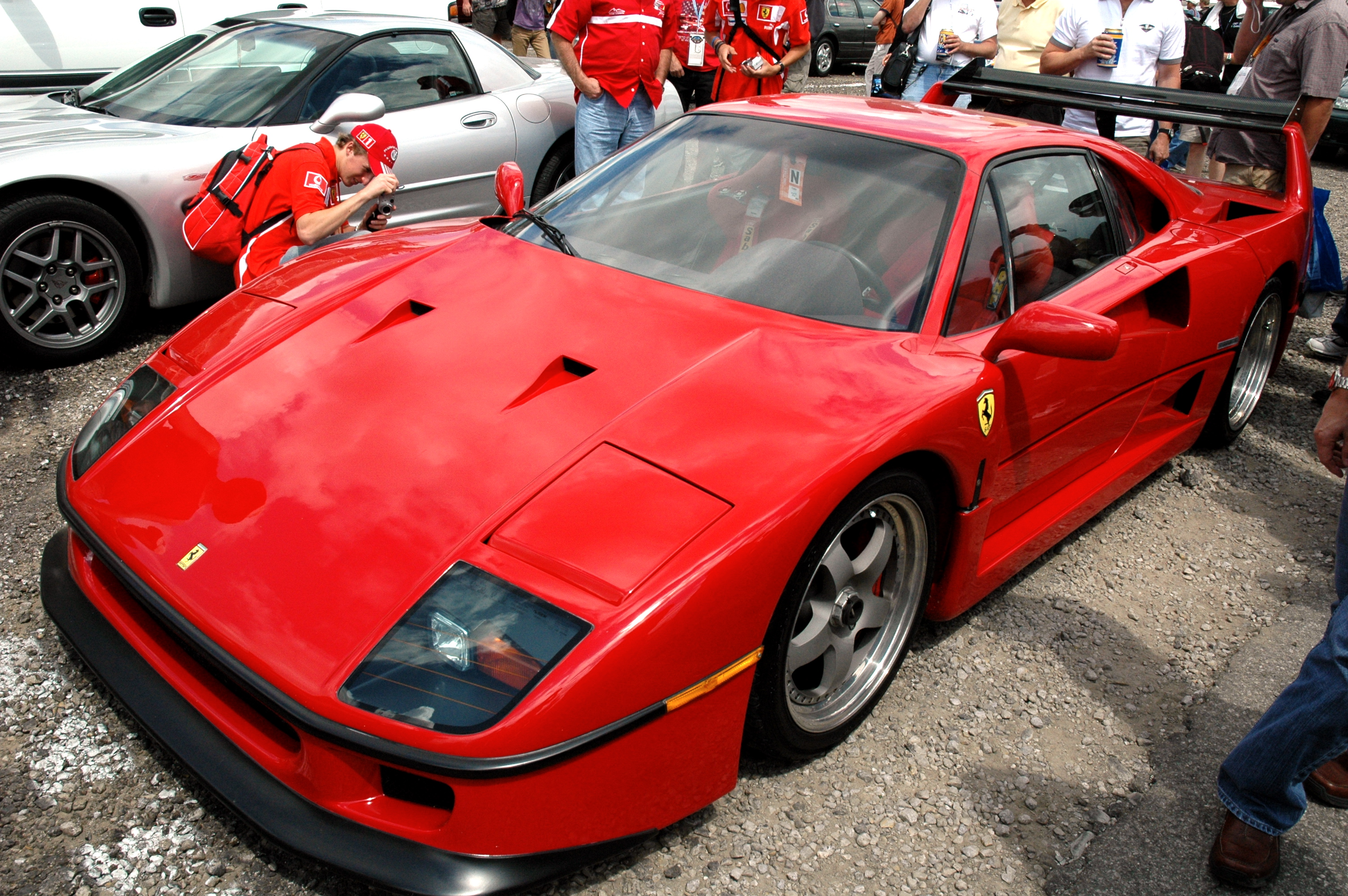
Ferrari F40

1933 Alfa Romeo 8C 2300
1936 Lancia Aprilia
1938 Lancia Astura
1952 Ferrari 250
1952 Nash Ambassador
1952 Nash-Healey
1955 Ferrari 410 Superamerica
1956 Austin A40 Farina
1957 Lancia Flaminia
1960 Peugeot 404
1963 Datsun Bluebird 410
1964 Ferrari 275
1965 Dino 206
1965 MGB GT
1966 IKA-Renault Torino
1966 Alfa Romeo 1600 Spider Duetto
1966 Ferrari 330 GTC
1966 Fiat 124 Spider
1966 Fiat Dino Spider
1968 Ferrari Daytona
1968 Peugeot 504
1971 Fiat 130 Coupe
1973 Ferrari 365 GT4 BB
1974 Lamborghini Countach (pelo grupo Bertone)
1975 Lancia Montecarlo
1975 Rolls-Royce Camargue
1978 Jaguar XJ-S
1984 Ferrari Testarossa
1985 Alfa Romeo 75
1986 Peugeot 205 Cabriolet
1987 Alfa Romeo 164
1987 Cadillac Allanté 
1987 Ferrari F40
1989 Ferrari Mythos
1994 Fiat Coupé
1997 Peugeot 306 Cabriolet
1997 Peugeot 406 Coupé
1999 Peugeot 406 Berlina
1999 Songhuajiang Zhongyi Hafei
1999 Mitsubishi Pajero
2000 Daewoo Tacuma
2000 Ferrari 550 Barchetta
2000 Hispano Habit
2001 Citroën Osée
2002 Ferrari 575M Maranello
2002 Enzo Ferrari
2002 Daewoo Nubira
2003 Maserati Quattroporte
2005 Maserati Birdcage 75th
2006 Volvo C70
2006 Ferrari P4/5 by Pininfarina

## Pininfarina no Brasil
A Pininfarina, em parceria com a Pasqualotto & GT, estão construindo o maior edifício residencial do Brasil, o Yachthouse Residence Club (Yachthouse by Pininfarina), em Balneário Camboriú, no estado de Santa Catarina.